# 45 (canción)
«45» es el segundo sencillo de la banda de rock estadounidense Shinedown de su primer álbum Leave a Whisper (2008) lanzado el 29 de julio de 2003. Tras el lanzamiento del álbum, "45" se convirtió en un sencillo popular. Una versión acústica de "45" apareció en el relanzamiento del álbum el 15 de junio de 2004.
"45" se ubicó en el duodécimo lugar entre el Modern Rock de USA Y el tercero entre las canciones de Mainstream Rock de EE. UU. Después de su lanzamiento.

## Antecedentes
Brent Smith (el cantante principal y compositor) ha declarado en una entrevista:

La inspiración de la canción realmente vino de - creo que mucha gente toma un sentido literal debido a la letra - pero la canción es básicamente sobre el día en que te despiertas y te miras en el espejo y finalmente decides eso quieres intentar sentirte cómodo contigo mismo y darte cuenta de que tendrás que hacerte feliz a ti mismo antes de hacer feliz a los demás. Y básicamente, el 45 no es un término literal real para un arma, lo usé como una metáfora del mundo, el. 45 es en realidad el mundo y lo que te ofrece todos los días de tu vida. Cuando te levantas, es un regalo estar vivo para empezar. Muchas personas diferentes, cuando hablé de ello, dijeron: "¿De verdad lo dices en serio?". Y yo dije: "Bueno, sí". Porque he estado en esa situación en la que no sabía si quería continuar y no sabía cómo necesariamente sentirme cómodo con quién era, tratando de encontrar una manera de aprender más sobre mí mismo. Y a veces vienes de un lugar oscuro, y esa es realmente la realidad de la canción. Se trata de superar y avanzar. Y se trata básicamente de comprender que no siempre va a ser bueno, pero realmente no tienes a nadie a quien culpar si no avanzas. De ahí es de donde viene todo, "Nadie sabe en lo que creo", porque todos somos individuos. De ahí es realmente de donde viene, se trata de seguir adelante, de verdad.

## Video musical y controversia
La banda solicitó que el video musical de "45" se elimine de la transmisión de MTV porque las letras "el barril de un 45" y "cenizas de otra vida" fueron eliminadas del coro y la tarjeta de título del video se refería a la canción del título de MTV "Staring Down..." El cantante Brent Smith sintió que la edición desdibujó el mensaje de la canción y MTV fue hipócrita ya que habían reproducido otros videos sin editar. Smith creía que si no deseaban tocar la canción tal como estaba escrita, nunca deberían haberla transmitido. Aunque la versión editada del video se emitió varias veces sin el consentimiento de los artistas, la canción finalmente se retiró de las ondas. MTV había transmitido sin editar, en alta rotación y durante las horas del día, el video musical de Depeche Mode de 1997 para la canción "Barrel of a Gun". Nunca fue censurado en otros canales de videos musicales o en la radio, aunque tenía en el coro, "He estado mirando por el cañón de una pistola"; no causó controversia y MTV no tuvo ninguna preocupación.

## Posicionamiento en lista
| Lista (2004)                         | Puesto |
| ------------------------------------ | ------ |
| Estados Unidos (Alternative Airplay) | 12     |
| Estados Unidos (Mainstream Rock)     | 3      |